# Clarence Seignoret
Clarence Henry Augustus Seignoret, GCB, COL, KtM, OBE (Roseau, 25 de fevereiro de 1919 — Roseau, 5 de maio de 2002) foi o terceiro presidente da Dominica.

## Biografia
Nascido em Roseau, Seignoret foi educado na Dominica Grammar School e na faculdade em Santa Lúcia antes de começar a trabalhar como funcionário público na Dominica em 1936. De 1958 a 1960, ele fez um curso internacional de serviço público na Universidade de Oxford. Ao retornar à Dominica, retomou sua carreira governamental, atuando em várias ocasiões como primeiro secretário do gabinete e substituto do presidente.

A Assembleia da Dominica o elegeu como Presidente da Dominica em 1983, e ele foi empossado em outubro daquele ano. Reeleito para a presidência em 1988, renunciou em 1993.